# Bataille d'Oak Grove
Guerre de Sécession
Batailles
Campagne de la Péninsule
- Hampton Roads
- Yorktown
- Williamsburg
- Eltham's Landing
- Drewry's Bluff
- Hanover Court House
- Seven Pines
- Sept Jours
  - Oak Grove
  - Beaver Dam Creek
  - Gaines's Mill
  - Garnett's & Golding's Farm
  - Savage's Station
  - White Oak Swamp
  - Glendale
  - Malvern Hill

- Oak Grove
- Beaver Dam Creek
- Gaines's Mill
- Garnett's & Golding's Farm
- Savage's Station
- White Oak Swamp
- Glendale
- Malvern Hill

La bataille d'Oak Grove, aussi appelée bataille de French's Field ou de King's School House, s'est déroulée le 25 juin 1862, dans le comté de Henrico, Virginie, et est la première bataille de la bataille des sept jours (campagne de la Péninsule) lors de la guerre de Sécession. Le major général George B. McClellan avance ses lignes avec l'objectif de mettre Richmond à portée des canons de siège. Deux divisions de l'Union du III corps attaquent au travers des sources de White Oak Swamp, mais sont repoussées par la division confédérée du major général Benjamin Huger. McClellan, qui est à 4,8 kilomètres (3 miles) à l'arrière, envoie un premier télégramme pour annuler l'attaque, mais il ordonne une nouvelle attaque au même endroit lorsqu'il arrive sur le front. L'obscurité arrête les combats. Les troupes de l'Union gagnent seulement 550 mètres (600 yards), à un coût de plus d'un millier de pertes dans les deux camps.

## Contexte
À la suite de l'impasse de la bataille de Seven Pines le 31 mai 1862 et 1er juin 1862, l'armée du Potomac de McClellan attend passivement sur ses positions aux alentours orientaux de Richmond. Le nouveau commandant de l'armée de Virginie du Nord, le général Robert E. Lee, utilise les trois semaines et demie suivantes pour réorganiser son armée, étend ses lignes défensives, et planifie des offensives contre l'armée plus importante de McClellan. McClellan reçoit des renseignements qui lui indiquent que Lee se prépare à bouger et que l'arrivée des forces du major général Thomas J. "Stonewall" Jackson en provenance de la vallée de Shenandoah est imminente.
McClellan décide de reprendre l'offensive avant que Lee ne puisse le faire. Anticipant les renforts de Jackson qui sont en marche en provenance du nord, il augmente les patrouilles de cavalerie sur les routes d'approches probables. Il veut avancer son artillerie de siège environ 2,4 kilomètres plus en avant vers la ville sur les hautes terres sur la route de Nine Mile autour de l'Old Tavern. En prévision de cela, il planifie une attaque sur Oak Grove, au sud d'Old Tavern et sur la voie ferrée de Richmond et York River, ce qui placerait ses hommes sur une position d'où ils pourraient attaquer Old Tavern à partir de deux directions. Connu localement pour être couvert par des grands chênes, Oak Grove est le site où le major général D.H. Hill a mené un assaut lors de la bataille de Seven Pines le 31 mai 1862 et où plusieurs engagements entre piquets sont survenus depuis ce jour-là.
L'attaque est planifiée pour avancer vers l'ouest, le long de l'axe de la route de Williamsburg, en direction de Richmond. Entre les deux armées il y a une petite forêt dense de 1 100 mètres (1 200 yards) de largeur, coupée en deux par les sources de White Oak Swamp. Deux divisions du III corps sont choisies pour mener l'assaut, commandées par les brigadiers généraux Joseph Hooker et Philip Kearny. La division du major général Benjamin Huger leur fait face.

## Bataille

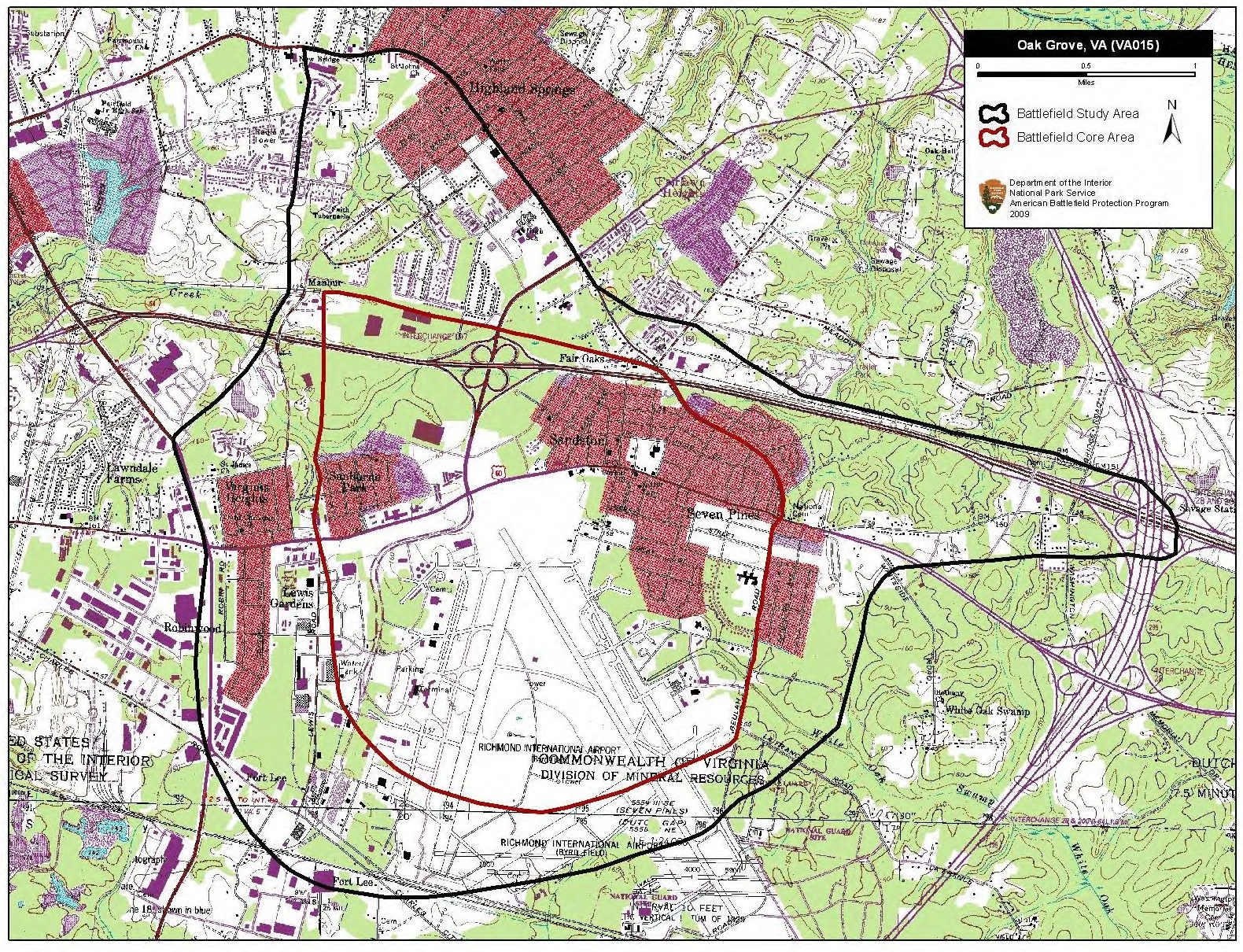
Carte du cœur du champ de bataille et des zones d'étude de la bataille d'Oak Grove.

À 8 heures 30, le 25 juin 1862, trois brigades de l'Union descendent en une ligne de bataille disciplinée. De la droite vers la gauche, elles sont commandées par le brigadier général Daniel E. Sickles (la brigade Excelsior), le brigadier général Cuvier Grover, les deux appartenant à la division de Hooker, et le brigadier général John C. Robinson de la division de Kearny. Bien que Robinson et Grover progressent bien sur la gauche et le centre, les New-yorkais de Sickles rencontrent des difficultés pour se déplacer au travers des abattis, puis dans les sections supérieures du marais, et finalement ils rencontrent une farouche résistance confédérée, ce qui rompt l'alignement de la ligne fédérale. Huger utilise la confusion pour lancer une contre-attaque avec la brigade du brigadier général Ambrose R. Wright contre la brigade de Grover.
Ajoutant à la confusion, un des régiments de Géorgie du Wright porte les uniformes rouges des Zouaves. Beaucoup d'hommes de Grover pensent que seule l'armée de l'Union a des unités de zouaves, et sont donc réticents à tirer sur leurs propres hommes. Quand ils réalisent que des troupes de l'Union ne peuvent approcher en provenance de Richmond, ils ouvrent le feu. Au moment crucial de la bataille, le 25th North Carolina de la brigade du brigadier général Robert Ransom, pour son premier engagement, réalise une volée de tirs parfaitement synchronisée contre la brigade de Sickles, brisant son attaque retardée et plongeant le 71st New York dans une retraite sous l'effet d'une panique décrite comme une « confusion déshonorante ».
Informé des déconvenues de Sickles, le commandant du corps, le général Heintzelman, ordonne l'envoi de renforts et le notifie au commandant de l'armée, le général McClellan, qui tente de diriger la bataille par télégraphe à 4,8 kilomètres (3 miles) de là. McClellan, ignorant de la plupart des détails du combat, s'alarme et à 10 heures 30, il donne l'ordre de se retirer vers leurs retranchements, un ordre qui rend perplexe ses subordonnés sur place. Il télégraphie qu'il arrive sur le front en personne, ce qui cause une accalmie de 2 heures et demie. À 13 heures, constatant que la situation n'est pas aussi mauvaise que ce qu'il craignait, McCellan ordonne à ses hommes d'avancer pour reprendre le terrain sur lequel ils ont combattu ce jour-là. Le combat dure jusqu'à la tombée de la nuit.

## Conséquences
La bataille mineure est la seule offensive tactique de McClellan contre Richmond. Son attaque se traduit par un gain de seulement 550 mètres (600 yards) au prix de plus de 1 000 pertes dans les deux camps et n'est pas suffisamment importante pour faire avorter l'offensive planifiée par Robert E. Lee, qui est déjà en mouvement. Le jour suivant, Lee prend l'initiative en attaquant à Beaver Dam Creek au nord de la rivière Chickahominy, près de Mechanicsville, la première bataille majeure des sept jours, et le commencement de la retraite stratégique de l'armée de l'Union.